# ゆうちゃん
ゆうちゃんは、2010年に誕生した佐賀県のユニバーサルデザイン推進のマスコット。青いムツゴロウをモチーフにしている。

## 概要
2010年12月21日・22日に佐賀県嬉野市で開催された「第5回ユニバーサルデザイン全国大会」に合わせて、2010年11月にマスコットが公募された。
公募によりマスコットが青いムツゴロウに決定し、「ゆうちゃん」と命名された。
2012年現在も、佐賀県のユニバーサルデザイン推進のPRで使用されている。

## 創作の趣旨
佐賀県の豊かな自然を意識して有明海のムツゴロウをイメージして作成した。
みんなが親しみを持てるように｢和み｣を付加して癒されるデザインを目指した。